# Bratislava
Bratislava je glavni i, s otprilike 460.000 stanovnika, najveći grad Slovačke te sjedište Bratislavske pokrajine. Bratislava je udaljena samo 60 km od Beča, a prije Prvog svjetskog rata njegovo je predgrađe bilo povezano s Bratislavom električnim tramvajem. S obzirom na međusobnu udaljenost, Beč i Bratislava su najbliži glavni gradovi u Europi. Granice grada gotovo dosežu državne granice s Austrijom (4 km) i Mađarskom (13 km).
Na istočnoj obali Dunava nalazi se znamenita povijesna jezgra, a na zapadnoj se smjestio moderni dio grada. Nekada poznat kao njemački Pressburg, mađarski Pozsony ili hrvatski Požun oduvijek je bio jedno od kulturnih središta Srednje Europe. Kao središte višestoljetne povijesti bio je raskrižje brojnih kultura i trgovinskih putova. Danas je najvažnije industrijsko i kulturno središte Slovačke.
Kao središte višestoljetne kulture Bratislava obiluje brojnim kulturno povijesnim građevinama koje su većinom smještene u starom dijelu grada koje je glavno mjesto bogatih kulturnih događanja tijekom cijele godine.

## Ime
Prvi pisani spomen grada (Brezalauspurc ili Preslavaspurc) nađen je u Salzburškim analima u kojima se spominje bitka između Bavaraca i Ugara koja se odvila ispred Bratislavskog zamka 907. godine. Iako je zamak najvjerojatnije nazvan po Predslavu, sinu moravskog kralja Svatopluka I., naziv Brezalauspurc doslovno znači „Braslavov zamak”, te je time grad vjerojatnije nazvan po knezu Panonske Hrvatske Braslavu. Ovaj stari naziv pojavljuje se u inačicama Braslava ili Preslava na kovanom novcu kralja Stjepana I.
U srednjem vijeku grad biva poznat kao Pressburg  na njemačkom, iz kojeg je proizašao slovački naziv Prešporok, te Pozsony na mađarskom, iz kojeg je proizašao hrvatski naziv Požun. Latinski naziv za grad je Posonium, koji je dobiven iz mađarskog imena grada. U razdoblju renesanse grad je nazivan Istropolis (grad na Dunavu) na starogrčkom.
Današnji naziv Bratislava najvjerojatnije potječe iz 1837. kada je slavist Pavel Jozef Šafárik rekonstruirao naziv Břetislaw iz starih imena grada, vjerujući da ono dolazi od imena češkog vladara Bretislava I. Ovaj naziv su prvi koristili članovi slovačkog narodnog pokreta 1844. kao Bratislav. Nakon prvog svjetskog rata predloženo je da se grad nazove „Wilsonov grad” (Wilsonovo mesto), po američkom predsjedniku Woodrowu Wilsonu. Prijedlog je odbijen, a službeni naziv grada u novostvorenoj Čehoslovačkoj postao je Bratislava u ožujku 1919.

## Povijest
Najstariji nalazi stalnog naselja na ovom području potječu iz razdoblja kulture linearno-trakaste keramike oko 5000. pr. Kr. što spada u razdoblje mlađeg kamenog doba. Oko 200. pr. Kr. keltsko pleme Boji ovdje osniva prvo važnije utvrđeno naselje (oppidum) u kojem je postojala kovnica srebrnjaka poznatih kao biateci. Ovo područje je potpalo pod utjecaj rimske vlasti u 1. stoljeću. Sve do 4. stoljeća ovdje se nalazi rimski granični obrambeni sustav Limes Romanus. Rimljani su ovdje doveli svoju kulturu uzgajanja vinove loze i proizvodnje vine, koje se održala do danas.
Slaveni su ovdje stigli za vrijeme seobe naroda u 5. i 6. stoljeću. Kao odgovor na navale Avara lokalna slavenska plemena su osnovali Samovo kraljevstvo (623. – 658.), koje je bilo prva poznata slavenska država. U 9. stoljeću zamci u Bratislavi i Devínu bili su važna središta slavenskih država Nitranske Kneževine i Velikomoravske Kneževine. Prvi pisani spomen grada potječe iz 907. godine, a odnosi se na pad Velikomoravske Kneževine pod navalama Ugara.
U 10. stoljeću područje Bratislave (kasnije Požunske županije) postaje dio Kraljevine Ugarske za vrijeme koje je bila važano gospodarsko i upravno središte. Zbog svog strateškog položaja grad je često bio napadan, ali taj položaj je gradu donio i veliku političku važnost i gospodarski razvoj. Kralj Andrija III. 1291. godine daje gradu posebne privilegije, a 1405. kralj Žigmund Luksemburški daje Požunu status slobodnog kraljevskog grada.
Nakon što su Turci pobijedili Ugarsku kod Mohača 1526., napadaju i Požun, ali ga ne osvajaju. Zbog prodiranja Turaka Požun postaje novi glavni grad Ugarske 1536. kao dio Habsburške Monarhije. Ovim počinje novo razdoblje za grad koji postaje prijestolnica kraljeva, nadbiskupa i plemstva. U razdoblju od 1536. do 1830. jedanaest kraljeva i kraljica biva okrunjeno u katedrali sv. Martina. U drugoj polovici 16. stoljeća grad zahvaća Reformacija koja je imala pristaše među građanstvom. U ovom razdoblju ustanaka protiv katoličkih Habsburgovaca pobunjenici su nekoliko puta osvojili zamak i grad, koje je poslije ponovno osvojila carska vojska. 17. stoljeće obilježavaju protuhabsburške pobune, poplave, bolesti i druge nevolje. Razdoblje ustanaka završava 1711. potpisivanjem Satmarskog mira.

### 18. i 19. stoljeće
Za vrijeme vladavine Marije Terezije Austrijske u 18. stoljeću, Požun postaje najveći i najvažniji grad na prostoru današnje Slovačke i Mađarske. U ovom razdoblju broj stanovnika se utrostručio, a u gradu su izgrađene mnoge nove palače, samostani i druge građevine. Grad počinje gubiti na važnosti za vrijeme vladavine Josipa II. koji čak odnosi krunu sv. Stjepana u Beč u pokušaju ojačanja unije između Austrije i Ugarske. Plemstvo i mnoge važne institucije sele se u Budim. U Požunu su tiskane prve novine na mađarskom (Magyar hírmondó 1780. godine) i slovačkom (Presspurske Nowiny 1783. godine). Grad je bio središte razvoja Slovačkog narodnog pokreta u 18. stoljeću.
Povijest grada u 19. stoljeću je bitno vezana za razvoj događaja u Europi u to vrijeme. Ovdje je 1805. potpisan Požunski mir između Austrije i Francuske. Napoleonova vojska 1809. uništava tvrđavu Theben, a Bratislavski zamak biva uništen u požaru 1811. godine. Godine 1843. mađarski jezik biva proglašen službenim jezikom zakonodavstva, uprave i obrazovanja. Kao reakciju na revolucije 1848., Ferdinand V. potpisuje tzv. Ožujske zakone (zvani i Travanjski zakoni) kojim se ukida kmetstvo. Razvojem industrije u 19. stoljeću pojavljuje se i prva željeznica na konjsku vuču 1840. godine. Nakon toga slijede i moderne veze s Bečom i Peštom. U to vrijeme ovdje se otvaraju mnoge industrijske, financijske i ostale institucije. Prva banka na prostoru današnje Slovačke osnovana je u Požunu 1842. godine. Prvi stalni most u gradu (Starý most) izgrađen je 1891. godine.

### 20. stoljeće
Nakon prvog svjetskog rata i osnivanja Čehoslovačke u listopadu 1918., grad je postao dio novostvorene države unatoč opiranju njezinih predstavnika. Tada većinsko njemačko i mađarsko stanovništvo pokušalo je spriječiti pripajanje grada Čehoslovačkoj i proglasiti Požun slobodnim gradom. Čehoslovačke legije okupirale su grad 1. siječnja 1919. i pripojili ga novostvorenoj državi. Grad je u veljači te godine postao glavni grad Slovačke i sjedište glavnih slovačkih političkih institucija i organizacija. Dana 27. ožujka 1919. gradu je službeno promijenjeno ime u Bratislava. Nakon ovoga mnogi mađarski dužnosnici odselili su se u Mađarsku, a na njihova mjesta došli su Česi i Slovaci. U godinama nakon proglašenja nezavisnosti Čehoslovačke naglo se smanjuje broj Nijemaca i Mađara.
Godine 1938., Treći Reich anektira susjednu Austriju, a nakon godine dana i tada nezavisna mjesta Petržalka i Devín. Dana 14. ožujka 1939., Bratislava postaje glavni grad Slovačke koja je bila tada marionetska država Njemačke. U razdoblju rata, tadašnja slovačka vlast je prognala iz grada oko 15.000 Židova, od kojih je većina poslana u koncentracijske logore. Za vrijeme rata Bratislavu su bombardirali Saveznici, okupirali Nijemci 1944., te na kraju oslobodili Sovjeti 4. travnja 1945. godine. Krajem drugog svjetskog rata, većinu bratislavskih Nijemaca evakuirale su njemačke vlasti. Manji broj njih vrati se nakon rata, ali su izbačeni bez povrata imovine (Benešovi dekreti).
Komunistička partija Čehoslovačke dobila je vlast u veljači 1948. godine. Grad je proširen, a broj stanovnika, većinom slovačkog, je povećan. U gradu su izgrađeni golemi stambeni blokovi. U ovom razdoblju izgrađene su i značajne velike građevine, kao što su Nový Most i sjedište Slovačkog radija. Godine 1968., nakon pokušaja liberalizacije komunističkog režima u Čehoslovačkoj, grad su okupirale snage Varšavskog pakta. Ubrzo nakon toga Braktislava je postala glavni grad Slovačke Socijalističke Republike u federaliziranoj Čehoslovačkoj. Godine 1989., izbija Baršunasta revolucija kojom je srušena komunistička vlast.
Nakon Baršunastog razvoda 1993., Bratislava postaje glavni grad nove Slovačke Republike. U razdoblju nakon nezavisnosti grad buja u gospodarskom smislu, većinom zbog stranih investicija.

## Zemljopis
Bratislava se nalazi u jugozapadnoj Slovačkoj na granici s Austrijom i Mađarskom. Ovo je jedini glavni grad koji graniči s dvije države. Bratislava je udaljena samo 62 kilometra od granice s Češkom i samo 60 kilometara od austrijskog glavnog grada Beča.
S površinom od 367.58 km² ovo je drugi po veličini grad u Slovačkoj (nakon zajednice naselja Vysoké Tatry). Bratislava se nalazi na Dunavu koji teče kroz grad od zapada prema jugoistoku. Druge rijeke su Morava, koja je prirodna sjeverozapadna granica grada i koja utječe u Dunav kod Devína, Mali Dunav, te Vydrica koja utječe u Dunav kod Karlove Vesi.
Početak planinskog lanca Karpati nalazi se na teritoriju grada (Mali Karpati). Podunavska nizina i nizinsko područje Záhorie se također nalaze na području grada. Najniža točka grada nalazi se na Dunavu (126 m), dok je najviša Devínska Kobyla (514 m). Prosječna visina u gradu je 140 metara.

### Klima
Bratislava se nalazi u sjevernoj umjerenoj zoni s kontinentalnom klimom. Ovo je vjetrovito područje s vrućim ljetima i hladnim i vlažnim zimama. Grad je jedno od najtoplijih i najsuših dijelova Slovačke. U nekim dijelovima grada kao što su Devín i Devinsko Novo Selo česte su poplave Dunava i Morave.
|                                    | Sij. | Velj. | Ožu. | Tra. | Svi. | Lip. | Srp. | Kol. | Ruj. | Lis. | Stu. | Pro. | God. |
| ---------------------------------- | ---- | ----- | ---- | ---- | ---- | ---- | ---- | ---- | ---- | ---- | ---- | ---- | ---- |
| Najviša prosječna temperatura (°C) | 2    | 4     | 10   | 15   | 20   | 23   | 26   | 26   | 21   | 15   | 7    | 3    | 15   |
| Najniža prosječna temperatura (°C) | -3   | -2    | 1    | 4    | 9    | 12   | 14   | 13   | 10   | 5    | 1    | -1   | 5    |
| Prosječne padaline (cm)            | 3    | 4     | 3    | 3    | 5    | 7    | 6    | 6    | 3    | 4    | 5    | 5    | 58   |

## Stanovništvo
| Popis stanovništva iz 2001. |                |                 |                |
| Okrug                       | Br. stanovnika | Etnička skupina | Br. stanovnika |
| Bratislava I–V              | 428.672        | Slovaci         | 391.767        |
| Bratislava I                | 44.798         | Mađari          | 16.541         |
| Bratislava II               | 108.139        | Česi            | 7.972          |
| Bratislava III              | 61.418         | Nijemci         | 1.200          |
| Bratislava IV               | 93.058         | Moravci         | 635            |
| Bratislava V                | 121.259        | Hrvati          | 614            |

Prema popisu iz 2001. godine u Bratislavi živi 428.672 stanovnika (procjena za 2005. je 425.459 stanovnika). Najnaseljeniji je okrug Bratislava V u kojem živi više od 120.000 stanovnika, dok je najslabije naseljen  okrug Bratislava I gdje živi manje od 45.000 stanovnika. Prema procjeni iz 2005. prosječna dob stanovništva je 38.7 godina.
Od osnivanja grada pa sve do 19. stoljeća, Nijemci su bili najbrojnija etnička skupina u gradu. Nakon austro-ugarske nagodbe iz 1867, grad je snažno mađariziran, tako da je pod kraj Prvog svjetskog rata ovo bio njemačko-mađarski grad u kojem su Slovaci bili najveća manjina. Osnivanjem Čehoslovačke 1918. godine, grad je zadržao multietičnost, ali su se snažno promijenili demografski trendovi. U ovom razdoblju snažno je porastao broj Slovaka i Čeha, dok je broj Nijemaca i Mađara snažno opao. Godine 1938., 59 % stanovništva činili su Slovaci i Česi, dok su Nijemci činili 22 %, a Mađari 13 % stanovništva grada. Osnivanjem prve Slovačke Republike 1939., dogodile su se nove demografske promjene u kojima je smanjen broj Čeha i Židova. Nakon 1945. godine, ponovnim uspostavljanjem Čehoslovačke znatno je smanjen broj Nijemaca i Mađara. Time je grad izgubio svoj multietnički karakter, tako da od 1950-ih oko 90 % stanovništva grada čine Slovaci.

### Religija
Prema popisu iz 2001., 243.048 stanovnika su rimokatolici (56,7 %), 125.729 ateisti (29,3 %), 24.810 luterani (6 %), 3163 grkokatolici (0,7 %), 1918 kalvinisti, 1827 jehovini svjedoci, 1616 pravoslavci, 737 metodisti, 748 židovi i 613 baptisti.

### Razvoj stanovništva
| Razvoj stanovništva Bratislave |              |        |              |        |              |
| Godina                         | Stanovništvo | Godina | Stanovništvo | Godina | Stanovništvo |
| 1720.                          | 11.000       | 1880.  | 48.000       | 1950.  | 184.400      |
| 1786.                          | 31.700       | 1900.  | 61.500       | 1961.  | 241.800      |
| 1802.                          | 29.600       | 1910.  | 78.200       | 1970.  | 291.100      |
| 1820.                          | 34.400       | 1921.  | 93.200       | 1980.  | 380.300      |
| 1846.                          | 40.200       | 1930.  | 123.800      | 1991.  | 442.197      |
| 1869.                          | 46.500       | 1939.  | 138.500      | 2001.  | 428.672      |

| Godina:     | 1994.   | 2004.   | 2014.   | 2024.    |
| ----------- | ------- | ------- | ------- | -------- |
| Broj ljudi: | 450 776 | 425 155 | 419 678 | 479 389  |
| Razlika:    |         | −5,68 % | −1,28 % | +14,22 % |

| Godina:     | 2023.   | 2024.   |
| ----------- | ------- | ------- |
| Broj ljudi: | 478 040 | 479 389 |
| Razlika:    |         | +0,28 % |

### Hrvati u Bratislavi
Hrvati su se u mjesta oko Bratislave doselili u 16. stoljeću bježeći pred Turcima. Velika većina mjesta u kojima žive Hrvati u Slovačkoj danas su upravno dio Bratislave. Hrvati danas žive ili su živjeli u današnjim gradskim četvrtima Čunovo, Hrvatski Jandrof (Jarovce), Rosvar (Rusovce), Devín, Devinsko Novo Selo (Devínska Nová Ves), Dúbravka i Lamač. Ovi Hrvati u Bratislavi usko su povezani s gradišćanskim i moravskim Hrvatima, a od njih su odvojeni tek pojavom granica novostvorenih država. Zadnja naselja s hrvatskim stanovništvom koja su ušla u sastav Slovačke i Bratislave su Hrvatski Jandrof, Rosvar i Čunovo koja su sve do 1947. bila dio Mađarske. Bratislavska četvrt s najvećim postotkom Hrvata je Hrvatski Jandrof u kojem oni čine više od 20 % stanovništva.
U gradskim četvrtima s hrvatskom manjinom djeluju razne hrvatske kulturne zajednice. U Devinskom Novom Selu se svake godine održava Festival hrvatske kulture (Festival chorvátskej kultúry).

## Uprava
Bratislava je sjedište slovačkog parlamenta, slovačkog predsjednika, ministarstava, vrhovnog suda Slovačke, te središnje banke. Na regionalnoj razini ona je sjedište Bratislavskog kraja. U gradu se nalazi mnogo stranih veleposlanstava i konzulata.
Trenutan sustav lokalne vlasti (Mestská samospráva) uspostavljen je 1990. godine. Sastoji se od gradonačelnika (primátor), gradskog odbora (Mestská rada), gradskog vijeća (Mestské zastupiteľstvo), gradske komisije (Komisie mestského zastupiteľstva) i magistrata (Magistrát).
Gradonačelnik grada sa sjedištem u Primacijalnoj palači je najviši gradski dužnosnik, a izabire se na mandat od četiri godine. Gradsko vijeće je gradsko zakonodavno tijelo koje je odgovorno za gradski proračun, lokalne propise, planiranje, održavanje cesta, obrazovanje i kulturu. Vijeće se obično saziva jedanput mjesečno, a sastoji se od 80 vijećnika koji se izabiru na mandat od četiri godine. Za mnoge izvršne funkcije vijeća zadužena je gradska komisija. Gradski odbor sastoji se od 28 članova, a čine ga gradonačelnik i njegovi dužnosnici, načelnici četvrti, te do deset vijećnika. Odbor je izvršno i nadzorno tijelo gradskog vijeća, a služi i u savjetodavne svrhe gradonačelniku.
Upravno je Bratislava podijeljena u pet okruga: Bratislava I (gradsko središte), Bratislava II (istočni dio), Bratislava III (sjeveroistočni dio), Bratislava IV (zapadni i sjeverni dio) i Bratislava V (južni dio grada na desnoj strani Dunava, uključujući Petržalku, najgušće naseljeno stambeno područje u središnjoj Europi).
Grad je podijeljen u 17 gradskih četvrti, od kojih svaka ima svog načelnika (starosta) i vijeće. Broj vijećnika ovisi o veličini i broju stanovnika svake četvrti. Katastarski je grad podijeljen na 20 područja, koja odgovaraju područjima četvrti, osim u slučaju četvrti Nové Mesto i Ružinov koje su još podijeljene na dva, odnosno tri dijela. Neslužbeno se četvrti dalje dijele na još manja područja.
|                    | Teritorijalna podjela Bratislave (okruzi i gradske četvrti) | Teritorijalna podjela Bratislave (okruzi i gradske četvrti) | Teritorijalna podjela Bratislave (okruzi i gradske četvrti) | Teritorijalna podjela Bratislave (okruzi i gradske četvrti) | Teritorijalna podjela Bratislave (okruzi i gradske četvrti) |
| ------------------ | ----------------------------------------------------------- | ----------------------------------------------------------- | ----------------------------------------------------------- | ----------------------------------------------------------- | ----------------------------------------------------------- |
| Okrug Bratislava I | Okrug Bratislava II                                         | Okrug Bratislava III                                        | Okrug Bratislava IV                                         | Okrug Bratislava V                                          |                                                             |
| Staré Mesto        | Ružinov                                                     | Nové Mesto                                                  | Karlova Ves                                                 | Petržalka                                                   |                                                             |
|                    | Vrakuňa                                                     | Rača                                                        | Dúbravka                                                    | Jarovce                                                     |                                                             |
|                    | Podunajské Biskupice                                        | Vajnory                                                     | Lamač                                                       | Rusovce                                                     |                                                             |
|                    |                                                             |                                                             | Devín                                                       | Čunovo                                                      |                                                             |
|                    |                                                             |                                                             | Devínska Nová Ves                                           |                                                             |                                                             |
|                    |                                                             |                                                             | Záhorská Bystrica                                           |                                                             |                                                             |

## Znamenitosti
Bratislava je rijekom Dunavom podijeljena u dva dijela: industrijski i gradski dio. Ta dva dijela spojena su mnoštvom mostova. U gradskom je dijelu dvorac pored kojega se nalazi parlament, Národná Rada, zgrada kojega je izgrađena od bračkog kamena, potom rezidencija predsjednika države, te centar staroga grada blizu kojeg je koncertna dvorana i operna kuća.
Nový most: Bivši Most Slovačkog narodnog ustanka, građen je od 1967. do 1972. Dugačak je 430 metara, a teži oko 7,5 tona. Na njemu se nalazi NLO restoran koji se nalazi na visini od 84 metara, a do njega se dolazi dizalom.
Bratislavský hrad: Dvorac se nalazi 100 metara iznad Dunava, a svoj današnji izgled dobio je u 15. stoljeću, kada je bio ojačan zbog napada Husita. 15. stoljeće obilježeno je konfliktima između protestanata i katolika. Na početku stoljeća, reformistički pokret počinje vodstvom svećenika Jana Husa, koji je počeo govoriti protiv korupcije u Katoličkoj Crkvi, zbog čega su ga 1415. spalili na lomači. Ubojstvo Husa potaknulo je njegove sljedbenike, koje danas poznajemo kao Husite, na masovne proteste. Godine 1419. dolazi do poznate prve Praške defenestracije (lat. de fenestra = s prozora; doslovno izbaciti kroz prozor) kada Husiti izbacuju kroz prozor gradske vijećnice sedmoricu vijećnika. Započinje vjerski rat od 1420. do 1434. u kojem su uništeni mnogi povijesni artefakti i literatura.
Husiti 1458. biraju novog kralja, Jiříja z Poděbrada. Jiří se pokazao dobar, vodio je politiku mira i nastojao ujediniti cijelu Europu u jednu naciju mira. Poslije njegove smrti husiti i katolici živjeli su u miru. Za dvorac u gotičkom stilu zna se već u 10. stoljeću, a kada Bratislava postaje glavni grad Mađarske, i tako i krunidbeni grad, dvorac postaje kraljevska rezidencija, te dobiva renesansni oblik. Njegova sjeverozapadna kula naziva se i Draguljna kula, jer je čuvala kraljevske dragulje gotovo dva stoljeća.
Zadnju veliku rekonstrukciju u baroknom stilu vrši Marija Terezija u 18. stoljeću kada se glavni grad Mađarske vratio u Budimpeštu. Nakon toga dvorac postaje sjemenište, a kasnije se ovdje nalazi vojarna. Godine 1811. krivnjom pijanih austrijskih vojnika, dvorac zahvaća veliki požar i od njega ostaju samo ruševine. Komunisti ga renoviraju u razdoblju od 1956. do 1968. Danas se u njemu nalaze uredi Vlade, a na trećem katu je dio Slovačkog narodnog muzeja, gdje je izloženo oružje, namještaj i predmeti iz folklorne baštine. Sjevernije od dvorca, ali unutar zidina, nalazi se muzej folklorne glazbe s izloženim frulama, zviždaljkama, bubnjevima itd. Dvorac je jedno od rijetkih mjesta odakle se vide tri države: Austrija (3 kilometra jugozapadno), za lijepog vremena Mađarska (13 kilometara južno), te, naravno, Slovačka. Bunar u dvorištu tvrđave dubok je 85 metara i nekada je bio jedini izvor pitke vode u tvrđavi.
Katedrala Svetoga Martina: Katedrala potječe iz 14. stoljeća i najistaknutija je gotička građevina u Bratislavi. To je crkva u kojoj je okrunjeno najmanje devet mađarskih kraljeva i osam kraljica uključujući i Mariju Tereziju (u razdoblju od 1563. do 1830.). Put kojim su prolazili označen je zlatnim krunama postavljenim uokolo.
To je gotička trobrodna građevina križnoga tlocrta. Crkva je izgrađena na mjestu stare romaničke crkve i posvećena je 1452. godine, ali radovi traju i u 15. i 16. stoljeću. Godine 1760. gotički vrh crkve uništio je udar munje, koji je poslije zamijenjen vrhom u baroknom stilu koji je stradao u požaru 1835. Rekonstruiran je 1847., kada je na vrh stavljena ogromna kruna sv. Stjepana. Kruna je teška 300 kilograma, a za izradu je bilo potrebno 8 kilograma zlata. leži na platou promjera 2x2 metara.
Zbog svoje blizine dvorcu, osim religiozne imala je i svoju praktičnu funkciju – najviši toranj služio je kao bastion u obrambenom sustavu grada. Posvećena je sv. Martinu. Prikaz ovog sveca koji daje dio svoga ogrtača siromahu rad je najboljeg austrijskog baroknog kipara Georga Alfreda Donnera. Osim toga, Donner je, na zahtjev biskupa Imre Esterhazya, izradio glavni oltar i malu kapelicu posvećenu sv. Ivanu. Tu je i spomen na postjet pape Ivana Pavla II. Bratislavi 3. svibnja 1995. U crkvi se još može vidjeti i galerija na kojoj je sjedio kralj za vrijeme službe, posveta Beethovenu koji je ovdje često svirao, te posveta Franzu Lisztu.
Katedrala i okolne zgrade propadaju zbog jakih vibracija s Novog mosta i Staronamestske. Obnova traje od 1997. godine.
Crkva Svete Klare: Crkvu i samostan osnovali su cisterciti u 13. stoljeću, a u njemu su izložena djela srednjovjekovne umjetnosti. Iako mala, crkva je bogato uređena.
Mihaelov toranj: Mihaelov toranj je jedina preživjela osmatračnica iz obrambenog sustava grada, izgrađen oko 1300. godine, a njegov današnji izgled rezultat je barokne rekonstrukcije 1758., kada je na vrh stavljen kip sv. Mihaela kako se bori protiv zmaja. U tornju se nalazi izložba oružja iz Gradskog muzeja.
U srednjem vijeku grad je bio opasan zidinama, i ulaz i izlaz bili su mogući samo kroz jedna od četverih utvrđenih vrata. Na istočnoj strani grada bila su Laurinska vrata, na južnom dijelu bila su Ribarska vrata koja su bila najmanja od svih, a služila su za prolazak ribara koji su ulazili u grad noseći ribu ulovljenu u Dunavu. Na zapadnoj strani nalazila su se Vidrička vrata, također poznata kao Tamna ili Crna vrata, jer su izgledala kao tunel. Na sjeveru nalaze se Mihaelova vrata, koja su dobila ime po sv. Mihaelu, a izvan zidina postojala je i crkva posvećena sv. Mihaelu koja je srušena da bi se materijal mogao upotrijebiti za izgradnju dodatnih zidova.
Za vrijeme krunidbe kraljeva postojalo je pravilo da kralj mora ući u grad kroz Vidrička vrata, nakon toga je slijedila krunidba u katedrali, a potom je morao doći do Mihaelovih vrata kako bi se rukovao s biskupom.
Muzej ljekarništva: Muzej ljekarništva smješten je u malom lokalu s velikim crvenim jastogom nad ulazom.
Kapelica Svete Katarine: Posvećena je 1325. sv. Katarini, a obnovljena je u 19. stoljeću.
Sveučilišna knjižnica: Knjižnica je osnovana 1919. godine i najveća je u Slovačkoj. Osim knjiga i novina u njoj se nalazi i vrijedna zbirka islamskih rukopisa koji su pod UNESCO-ovom zaštitom. Dio u Michalskoj nalazi se u palači Zichy. U 18. i 19. stoljeću služila je kao sjedište mađarskog parlamenta. Drugi dio knjižnice u Venturskoj 13 ima koncertni paviljon gdje je 9-godišnji Franz Liszt odsvirao svoj prvi recital 1820. Malo niže, na broju 10 jedna je od nekoliko palača koje su bile u posjedu obitelji Palffy. 6-godišnji Wolfgang Amadeus Mozart svirao je ovdje 1762.; zgrada se zove Mozartova kuća.
Academia Istropolitana: Prvo slovačko sveučilište, osnovao ga je veliki promotor obrazovanja – mađarski kralj Matija Korvin, godine 1456. Danas se ondje nalazi dio Glazbene i dramske akademije.
Gradska galerija: Unutar palače Palffy nalazi se Gradska galerija s izložbom slovačkih impresionista i moderne grafike.
Hlavné námestie (Glavni trg): U sredini se nalazi Rolandova fontana, izgrađena 1572., nakon krunidbe kralja Maksimilijana Habsburškog za mađarskog kralja, kada je veliki dio Bratislave stradao u požaru prouzročenom vatrometom. U 19. st. Maksimilijanov se kip počinje uspoređivati s Rolandom, legendarnim vitezom i zaštitnikom grada. Neki kažu da se kip okrene jednom u 100 godina.
Zgrada francuskog veleposlanstva nalazi se u bivšoj Kutscherfeldovoj palači gdje je neko vrijeme živio Rubinstein. Kafe Majer je tradicionalna kavana, poznata po tortama, kolačima i kavi na bečki način.
Stara vijećnica (Stará radnica): Izgrađena je 1421. i danas je u njoj Gradski muzej gdje je izloženo puno malih kolekcija. Za vrijeme božićnih blagdana pred njom se održava božićni sajam. Zgrada je građena u gotičkom stilu s renesansnim dvorištem, i zelenim neogotičkim dodatkom na krovu. Oduvijek se upotrebljavala kao sjedište gradskog poglavarstva slobodnog kraljevskog grada. Kao i toranj katedrale, i ovaj je toranj rabljen u obrambene svrhe. Muzej je otvoren 1868. godine i najstariji je takav muzej u Slovačkoj. Susjedna zgrada je zgrada Mađara i čuva poznati kip sv. Ladislava.
Františkanske námestie: Trg se nastavlja na Hlavne namestie. Na istočnoj strani je Crkva navještenja Kristova. 1636. – 1638. izgradili su je njemački doseljenici kao trobrodnu protestansku crkvu koju su kasnije preuzeli jezuiti 1672. i barokizirali. Tipično za to vrijeme vanjština je jednostavna, dok je unutrašnjost bogato dekorirana. Jezuiti su bili toliko bogati da su si mogli priuštiti najbolje umjetnike, kipare i religijske predmete. Prednji dio crkve ukrašen je religijskim spomenicima, zajedno s najstarijim baroknim podnožjem u Srednjoj Europi. Zahvaljujući mađarskom kralju crkva nema toranj jer ju htio uklopiti među okolne kuće.
Malo sjevernije nalazi se Crkva navještenja poznata i kao Franjevačka crkva; jedna je od najstarijih u Bratislavi, dovršena je 1297. godine ali je preuređivana tijekom godina. U gotičkoj kapelici čuva se tijelo sveca. Crkva se nalazi preko puta Mirbach palače (1770). Mađarski kralj Andrija III. bio je na posveti crkve. Od originalne gotičke unutrašnjosti ostao je sam kameni kip Marije kako drži mrtvo Kristovo tijelo. Kao i mnoge crkve u Srednjoj Europi i ova je bila barokizirana.
Primacijalna palača (Nadbiskupska palača): Nalazi se na Primacilnom trgu te je jedna od najljepših neoklasičnih građevina. Dovršena je 1781. za biskupe iz Ostrogona. Na fasadi se može vidjeti 150 kg težak željezni biskupski šešir, a unutra se nalazi prekrasna Dvorana ogledala, po uzoru na Versaj. U toj dvorani Napoleon je potpisao Presburški sporazum, 26. prosinca 1805., nakon bitke kod Austerlitza. Danas se u ovoj palači nalazi zbirka rijetkih engleskih goblena iz 17. st. Ljeti se ovdje održavaju koncerti klasične glazbe. Tu su nastupali Mozart, Beethoven, Bartok i Liszt.
Hviezdoslavovo námestie: Dobilo je ime po Pavolu Orsaghu Hviezdoslavu, poznatom slovačkom pjesniku čiji se kip nalazi na sredini trga. Rođen je 2. veljače 1849. i bio je odvjetnik po struci. Prevodio je klasična djela Goethea, Puškina i Shakespearea na slovački jezik. Na trgu se nalazi i Carlton hotel.
Slovačko narodno kazalište ili Slovenské národné divaldo neobarokna je zgrada izgrađena na mjestu starog gradskog profesionalnog kazališta koje je bilo izgrađeno kao suprotnost putujućim zabavljačima koji su tada bili osobito popularni.
Prvo kazalište bilo je izgrađeno 1776., a rekonstruirali su ga bečki arhitekti Fellner i Helmer 1884. – 1886. Njihov neorenesansni stil gradnje bio je velika promjena nakon klasičnog stila kojim su do tada bila građena kazališta. Danas se ovdje nalazi Slovačka opera i nacionalni balet. Ispred kazališta nalazi se Ganimedova fontana koju je izgradio bratislavski kipar Victor Tilgner 1888. Prikazuje otmicu Ganimeda i njegov odlazak na Olimp.
Na zapadnom dijelu trga nalaze se Rybné námestie, ostaci nekadašnje ribarske tržnice koja je žrtvovana za gradnju Novoga Mosta. Tamo se nalazi stup sv. Trojstva.
Na južnom dijelu trga, u Mostovoj ulici nalazi se Reduta palača koja je dovršena 1914. kao plesna dvorana. Danas je najveća koncertna dvorana u Bratislavi, a slovačka filharmonija ima svoju vlastitu zgradu iza ugla.
Istočno od Mostove je Slovački narodni muzej, gdje su izloženi arheološki izlošci i geologija.
Slovačka narodna galerija : Ultra moderna zgrada, sadrži najveću slovačku kombiniranu galerijsku i muzejsku kolekciju, s odličnim gotičkim odjelom i rotirajućim izlošcima moderne umjetnosti.
Slovenské národné povstanie i okolica: Na sredini trga nalazi se brončani spomenik – lokalno stanovništvo ga zove «Ljuta obitelj» – prema antifašističkom ustanku prema kojemu je trg dobio ime. U studenom 1989. gomile ljudi skupile su se ovdje prije pada komunizma,  a sastali su se i prije odvajanja od Češke.
Na Hurbanovom trgu, preko puta Mihaelovog tornja nalazi se najljepša barokna crkva, Crkva sv. Trojstva, gdje se mogu vidjeti realistične slikarije na stropu.
Sinagoga : Jedina preostala sinagoga u gradu. Zatvorena za javnost.
Crkva sv. Elizabete : Crkva svete Elizabete ili Plava crkva sagrađena je u 18. st. Ime je dobila po velikoj svetici Elizabeti, kćeri mađarskog kralja Andreja. Crkva je sagrađena u njezinu čast a projektirao ju je mađarski arhitekt i «otac moderne art nouveau» Odon Lechner, dok je Antal Durvay bio zadužen za građevinske radove. Lechner je rabio beton za gradnju i vanjsku fasadu prekrio je sa žbukom u nekoliko nijansi plave boje, ukrašenu s keramičkim cvjetnim pločicama u tamnoplavoj boji. Lechner je zano legendu o Sv. Elizabeti i često je rabio motiv ruže. Budimpeštanski slikar Gyula Truy naslikao je oltar koji prikazuje Elizabetu kako daje milostinju siromašnima izvan dvorca Wartburg. Crkva je posvećena 11. listopada 1913.
Kamenné námestie: velika shopping zona s ogromnom Tesco robnom kućom.
Námestie slobody (Trg slobode): Na sredini trga je Fontana prijateljstva (zapravo je to trebao biti limeni cvijet – simbol Slovaka). Na sjeverozapadnom uglu nalazi se podnožje na kojemu je nekada stajao ogromni kip komunističkog vođe Gottwalda, a srušen je 1989.
Zapadno preko ceste nalazi se bivša Ljetna biskupska palača, završena 1765. kao ljetna rezidencija Ostrogonskih biskupa. Danas se u njoj nalaze vladini uredi.
Grasalkovičeva palača (Predsjednička palača): Sjedište je predsjednika Slovačke a nalazi se pored ljetne biskupove palače. Građena je u impresivnom rokoko/kasnom baroknom stilu s francuskim vrtom. Izgrađena je 1760. godine za kneza Antala Grašalkoviča, vrhovnika mađarskog vijeća (neka vrst ministra ekonomije i financija u Mađarskom kraljevstvu), a izgradio ju je arhitekt A. Mayerhofer. U njoj se nalaze mnoge lijepo uređene sobe i impresivno stubište.
Kad je izgrađena postala je centar baroknog glazbenog života u Bratislavi. Joseph Haydn je ovdje odsvirao premijere nekih svojih djela. Grof Grasalkovič imao je svoj vlastiti orkestar, i njegov prijatelj grof Esterhazi ponekad bi mu posudio svoga najdražega dirigenta Josipa Haydna. Grof Grašalkovič bio je veliki poklonik carice Marije Terezije, tako da su se u palači održavali razni balovi i zabave za Habsburšku obitelj. Npr. Josip Haydn je dirigirao orkestrom kada se kćer Marije Terezije udavala za Alberta Sachsen-Teschena, guvernera Mađarskog kraljevstva. Postoji priča koja kaže da je Ludovit Štur u palači prvi puta izjavio ljubav Adeli Ostroluckoj. Zadnji vlasnici palače prije pada Austro-ugarske bili su nadvojvoda Fridrih Teschen i njegova žena Isabella Croy-Dulmen.
Od 1939. – 1945. godine palača je bila sjedište predsjednika Prve Slovačke Republike (Jozef Tiso). Za vrijeme komunizma, prvo je bila sjedište Vijeća povjerenika, što je bila pomoćna vlada Slovačke za vrijeme Čehoslovačke. Godine 1950. palača je pretvorena u Kuću pionira Klementa Gottwalda, i postaje centar njihovih aktivnosti. Palača je u tom razdoblju prilično oštećena, pa je bila potrebna kompletna restauracija koja je počela 1989. Nakon rekonstrukcije, 30. rujna 1996. palača postaje prebivalište slovačkog predsjednika. Njezini nekada veliki vrtovi danas su javni park u kojemu se nalazi kip bratislavskog skladatelja Jana Nepomuka Hummela.
Brdo Slavin: Na brdu se nalazi groblje i vrt s prekrasnim pogledom na grad. Tamo je smješten spomenik Slavin, veliki spomenik podignut je 1960. u spomen na 6850 sovjetskih vojnika koji su poginuli u obrani zapadne Slovačke od nacista. Kip je visok 37 m i prikazuje vojnika kako diže zastavu sa zlatnom zvijezdom na vrhu. Oko podnožja spomenika upisana su imena slovačkih gradova i datumi kada su oslobođeni.

## Kultura
Bratislava je kulturno sjedište Slovačke. Na gradsku kulturu utjecalo je više stoljetno multietničko okruženje u kojem su se miješale njemačka, slovačka, mađarska i židovska kultura.

### Obrazovanje
Prvo sveučilište u Bratislavi bilo je Universitas Istropolitana koje je 1465. osnovao kralj Matija Korvin. Ovo je bilo prvo sveučilište na prostoru današnje Slovačke, a zatvoreno je nakon Korvinove smrti 1490. godine.
Najveće sveučilište u gradu je Komenskovo sveučilište (Univerzita Komenského), dok je najveće sveučilište tehničkih znanosti Slovačko tehnološko sveučilište (Slovenská technická univerzita). Ovdje se nalaze i najstarije umjetničke škole u Slovačkoj. Druge ustanove visokog obrazovanja su Ekonomsko sveučilište (Ekonomická univerzita), te privatna Visoka škola menadžmenta (Vysoká škola manažmentu). Sveukupno u Bratislavi studira oko 56.000 studenata.
Na području grada postoje 65 javnih, devet privatnih i deset vjerskih osnovnih škola. Sveukupno postoji 25.821 učenika u ovim školama. Sustav srednjoškolskog obrazovanja sastoji se od 39 gimnazija, 37 specijaliziranih škola i 27 strukovnih škola.
U gradu se nalazi Slovačka Akademija Znanosti (Slovenská akadémia vied). Ovo je jedan od rijetkih europskih glavnih gradova u kojem ne postoji opservatorij ili planetarij.

### Mediji
Bratislava je sjedište mnogih nacionalnih i lokalnih medija. Značajnije elevizijske postaje u gradu su Rozhlas a televízia Slovenska (Rozhlas a televízia Slovenska), TV Markíza, TV JOJ i TA3. Ovdje se nalazi mnoge komercijalne radijske postaje. Značajnije nacionalne novine sa sjedištem u gradu su Denník SME, Pravda, Nový čas i Hospodárske noviny. Dvije novinske agencije ovdje imaju svoje sjedište: Novinska agencija Slovačke Republike (TASR) i Slovačka novinska agencija (SITA).

### Šport
U Bratislavi postoje mnogi klubovi koji se natječu u slovačkim i međunarodnim ligama i natjecanjima (npr. HK Slovan Bratislava).
Trenutno dva nogometna kluba igraju u slovačkoj Corgoň Ligi. ŠK Slovan Bratislava osnovan je 1919. godine i najuspješniji je slovački nogometni klub, a igra na stadionu Tehelné pole. Ovo je jedini klub iz bivše Čehoslovačke koji je osvojio Kup pobjednika kupova 1969. godine. FC Artmedia Petržalka ja najstariji nogometni klub u Bratislavi koji je osnovan 1898., a igra na stadionu Petržalka. Još jedan od poznatijih bratislavskih klubova je FK Inter Bratislava koji trenutno igra u drugoj ligi.
U gradu postoje tri arene za zimske sportove. To su: Ondrej Nepela, Vladimír Dzurilla i Dúbravka. U prvoj slovačkoj ligi u hokeju na ledu Bratislavu predstavlja HC Slovan Bratislava. U gradu su već dosad održana svjetska prvenstva u hokeju na ledu 1959. i 1992., a grad će biti i domaćin prvenstva 2011. zajedno s Košicama. U Čunovu se nalazi centar za vodene sportove koji je blizu brana Gabčíkovo. Ovdje se godišnje održava nekoliko nacionalnih i svjetskih natjecaja u kanuima i kajacima.
U Nacionalnom teniskom centru održavaju se mnogi kulturni i sportski događaji. Ovdje je odigrano nekoliko mečeva Davis Cupa, uključujući i finale 2005. u kojem je Hrvatska pobijedila Slovačku. U gradu postoji i mnoštvo muških i ženskih košarkaških, rukometnih i odbojkaških klubova. Od 2006. u Bratislavi se godišnje održava gradski maraton. U Petržalki nalazi se trkalište gdje se održavaju konjske i pseće utrke.

## Gospodarstvo
Bratislavska pokrajina je najbogatija i gospodarski najnaprednija regija u Slovačkoj, iako je najmanja po površini i nalazi se na predzadnjem mjestu po broju stanovnika. Ovaj kraj čini oko 26 % slovačkog BDP-a. BDP po stanovniku (PKM) je 33.124 eura (2005.) što je 147,9 % prosjeka EU, te je drugi po veličini među novim članicama EU (poslije Praga).
Stopa nezaposlenosti u gradu bila je 1,83 % u prosincu 2007. godine. U gradu se nalazi mnoga sjedišta državnih institucija i privatnih poduzeća. Više od 75 % stanovništva Bratislave radi u uslužnom sektoru, koji se većinom sastoji od trgovine, bankarstva, informacijske tehnologije, telekomunikacija i turizma. Bratislavska burza (BSSE) osnovana je 15. ožujka 1991. godine.
Jedan od značajnijih poslodavaca u gradu je Volkswagen koji je ovdje podigao tvornicu 1991. godine. U Bratislavi se proizvodi Volkswagen Touareg, te djelomično Porsche Cayenne i Audi Q7.
Zadnjih nekoliko godina ovdje se razvio uslužni i visoko tehnološki sektor što je u grad dovelo mnoga svjetska poduzeća kao IBM, Dell, Lenovo, AT&T, SAP i Accenture. Ostala velika poduzeća i poslodavci u Bratislavi su: Slovak Telekom, Orange Slovensko, Slovenská sporiteľňa, Tatra banka, Doprastav, Hewlett-Packard Slovačka, Slovnaft, Henkel Slovensko, Slovenský plynárenský priemysel, Kraft Foods Slovačka, Whirlpool Slovačka, Železnice Slovenskej republiky i Tesco.
Veliki gospodarski rast Slovačke u 2000-ima doveo je do snažnog razvoja građevinarstva, pa su u gradu dovršeni ili u izgradnji nekoliko velikih projekata.  Smatra se da će investitori na nove projekte do 2010. potrošiti 1,2 milijarde eura. Gradski budžet 2007. bio je oko 182 milijuna eura. Grad je vlasnik mnogih komunalnih poduzeća, a upravlja i lokalnim organizacijama kao što su npr. gradska policija (mestská polícia), Bratislavski gradski muzej i zoološki vrt.

### Turizam
Godine 2006., u Bratislavi je postojalo 77 smještajnih objekata (od toga 45 hotela) s ukupnim kapacitetom od 9940 kreveta. U gradu su tad prenoćili 686.201 posjetitelja, od čega su 454.870 bili stranci. Veliki broj posjetitelja grada čine jednodnevni turisti. Najveći broj posjetitelja dolazi iz Češke, Njemačke, UK, Italije, Poljske i Austrije.
Porast ponude niskobudžetnih zrakoplovnih kompanija doveo je u Bratislavu mnoge turiste koji traže jeftin provod, većinom iz Velike Britanije. Iako je to bilo povoljno za turizam u gradu, ovi turisti su poznati po vandalskim ispadima.

## Promet
Zbog svog položaja Bratislava je danas i tijekom povijesti bila prometno čvorište. Kroz grad je prolazio put jantara, kao i dunavski trgovački put. Danas je grad moderno cestovno, željezničko, riječno i zračno čvorište.

### Cestovni promet
Ovdje se spajaju mnoge autoceste. Autocesta D1 povezuje Bratislavu s Trnavom, Nitrom, Trenčínom i Žilinom. Autocesta D2 povezuje grad s Pragom, Brnom (E65) i Budimpeštom. Trenutno je u izgradnji obilaznica D4. Autocesta A6 spaja se na austrijsku mrežu i povezuje grad s Bečom.
Trenutno postoji pet mostova preko Dunava. To su (prema toku rijeke): Most Lafranconi, Nový Most, Starý most, Most Apollo i Prístavný most.
Bratislava bilježi jak porast cestovnog prometa. U gradu je registrirano oko 200.000 cestovnih vozila.

### Željeznički promet
Prva željeznica u cijeloj Kraljevini Ugarskoj izgrađena je 1840., a bila je vodila do mjesta Svätý Jur. To je bila željeznica na konjski pogon, a kasnije je proširena. Parni pogon uveden je 1848. vezom s Bečom. Dvije godine kasnije grad je povezan i s Budimpeštom.
Danas je Bratislava čvorište u kojem se spajaju šest željezničkih pravaca (pravci Břeclav, Trnava, Galanta, Komoran, Hegyeshalom i Parndorf).
Bratislavski glavni kolodvor (Bratislava hlavná stanica) nalazi se na rubu Starog grada. Drugi značajni kolodvor je Petržalka (Železničná stanica Bratislava-Petržalka).

### Zračni promet
Zračna luka Milana Rastislava Štefánika je glavna zračna luka u Slovačkoj, a nalazi se 9 km od središta grada. Služi za domaće i međunarodne letove. Ova zračna luka bilježi konstantan rast broja putnika, od 279.028 putnika 2000., preko 1.937.642 putnika 2006. do 2.024.142 putnika 2007. godine.

### Riječni promet
Bratislavska luka je jedna od dvije međunarodne riječne luke u Slovačkoj. Luka spaja grad s međunarodnim prometom koji se odvija od Sjevernog mora do Crnog mora preko kanala Rajna – Majna – Dunav.
Postoje i turističke linije koje vode do Devína, Beča i drugih riječnih mjesta.

### Javni prijevoz
Javnim prijevozom u Bratislavi upravlja poduzeće Dopravný podnik Bratislava koje je u vlasništvu grada. Ukupni prijevozni sustav grada poznat je kao Mestská hromadná doprava ili MHD. Povijest javnog prijevoza u Bratislavi počela je 1895. otvaranjem prve tramvajske linije. Sustav javnog prijevoza sastoji se od tri vrste vozila. Autobusne linije pokrivaju cijeli grad, a postoji 60 dnevnih i 20 noćnih linija. Tramvajska mreža sastoji se od 13 linija. Dodatni oblik javnog prijevoza su i trolejbusi s 13 linija.

## Poznate osobe
- Sveta Elizabeta Ugarska – katolička svetica
- Johann Nepomuk Hummel – skladatelj
- Philipp Lenard – dobitnik Nobelove nagrade za fiziku
- Viktor Tilgner
- Johann Andreas von Segner
- Johann Wolfgang von Kempelen
- Heinrich Adler – austrijski liječnik
- Herta Däubler-Gmelin – njemačka političarka
- Ignaz von Kolisch
- Rudolph von Laban
- Adam Friedrich Oeser
- Hugo Portisch
- Gisela Werbezirk
- Franz Xaver von Zach – astronom
- Adolf Zsigmondy
- Peter Machajdík – skladatelj
- Franz Schmidt – skladatelj
- Lajos Batthyány
- Robert Vittek
- Ivan Parík – skladatelj
- Edita Gruberova
- Peter Rzavsky – skladatelj
- Imrich Fabry
- Georg Gustav Roskoff

## Vanjske poveznice
- Stranice grada Bratislava
- bratislavaguide.com – Korisne informacije o gradu
- visitbratislava.com – Korisne informacije o gradu (engl.)

### Ostali projekti
|  | Zajednički poslužitelj ima još gradiva o temi Bratislava |